# Хинцовце
Хинцовце (слч. Hincovce) насељено је мјесто са административним статусом сеоске општине (слч. obec) у округу Спишка Нова Вес, у Кошичком крају, Словачка Република.

## Становништво
| Година:    | 1994. | 2004.   | 2014.   | 2024.    |
| ---------- | ----- | ------- | ------- | -------- |
| Број људи: | 207   | 207     | 223     | 266      |
| Разлика:   |       | +1,42 % | +7,72 % | +19,28 % |

| Година:    | 2023. | 2024.   |
| ---------- | ----- | ------- |
| Број људи: | 267   | 266     |
| Разлика:   |       | -0,37 % |

Према подацима о броју становника из 2011. године насеље је имало 239 становника.